# 利氏亞口魚
利氏亞口魚（學名：Catostomus leopoldi）為輻鰭魚綱鯉形目亞口魚科的其中一種，為溫帶淡水魚，被IUCN列為易危保育類動物，分布於北美洲墨西哥西北部Rio de Bavispe流域，本種係以生態學家、環保主義者和作家奧爾多·利奧波德（Aldo Leopold，1887-1948 年）的名字命名，生活習性不明。 